# Wichmann (cráter)

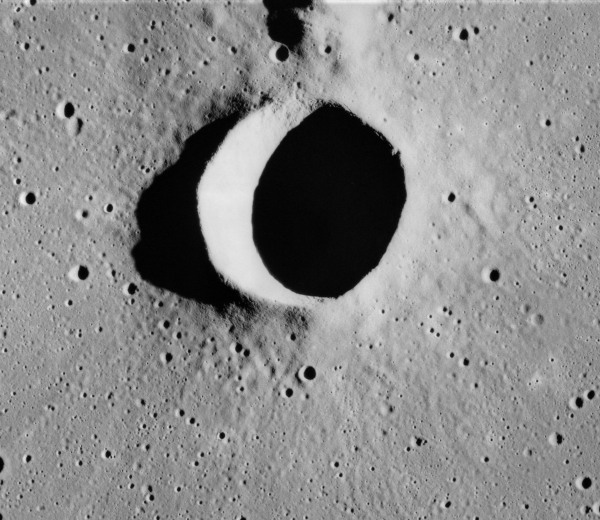
Fotografía de la misión Apolo 16

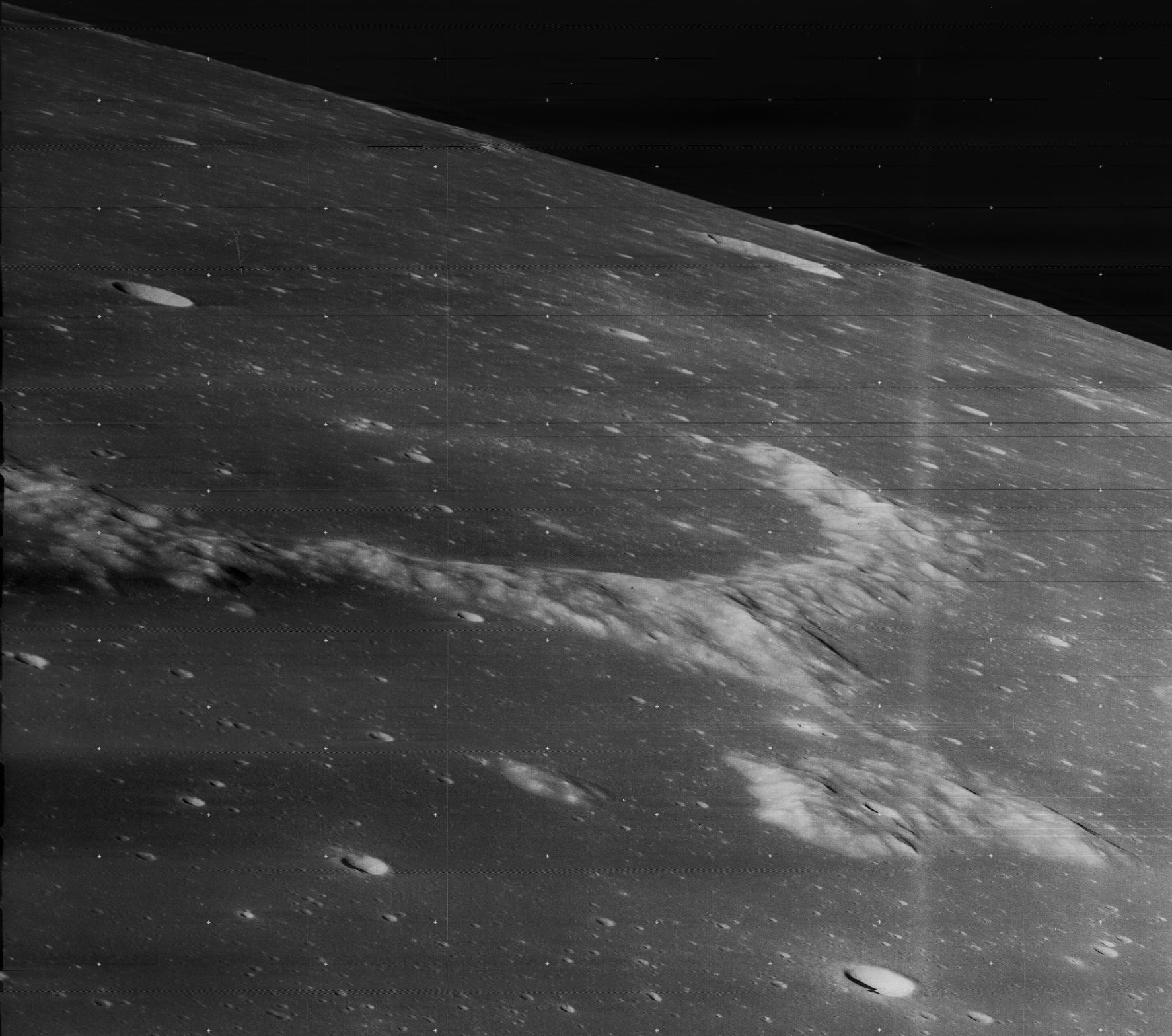
Vista oblicua de Wichmann R, mirando al sudoeste. El propio Wichmann queda justo fuera de la vista a la izquierda. Imagen tomada desde el Lunar Orbiter 3.

Wichmann es un cráter de impacto lunar en forma de cuenco. Se encuentra en la mitad sur del Oceanus Procellarum en una meseta baja formada a partir de una cresta de plegamiento. No tiene ningún cráter notable cerca, aunque al noroeste se halla Flamsteed, más al norte aparece Encke, más al este yace Euclides y al sur se localiza Scheele, más pequeño.
|  |

Una pequeña cadena montañosa al noroeste de Wichmann forma Wichmann R, probablemente formada por el borde de un cráter gastado que fue enterrado por el flujo de lava que formó el mare. Otras montañas bajas aparecen al sur de la meseta en la que se encuentra Wichmann. Estas montañas en parte tocan y rodean la cresta conocida como Dorsa Ewing.

## Cráteres satélite
Por convención estos elementos son identificados en los mapas lunares poniendo la letra en el lado del punto medio del cráter que está más cercano a Wichmann.
|          | \| Wichmann \| Coordenadas \| Diámetro \| \| -------- \| ---------------------------- \| -------- \| \| A \| 7°24′S 36°54′O / -7.4, -36.9 \| 4 km \| \| B \| 7°06′S 39°06′O / -7.1, -39.1 \| 4 km \| \| C \| 4°42′S 37°24′O / -4.7, -37.4 \| 3 km \| \| D \| 5°24′S 36°00′O / -5.4, -36.0 \| 3 km \| \| R \| 6°36′S 39°00′O / -6.6, -39.0 \| 62 km \| |          |
| Wichmann | Coordenadas | Diámetro |
| A        | 7°24′S 36°54′O / -7.4, -36.9 | 4 km     |
| B        | 7°06′S 39°06′O / -7.1, -39.1 | 4 km     |
| C        | 4°42′S 37°24′O / -4.7, -37.4 | 3 km     |
| D        | 5°24′S 36°00′O / -5.4, -36.0 | 3 km     |
| R        | 6°36′S 39°00′O / -6.6, -39.0 | 62 km    |